# Dunajcsik Mátyás Lehetőség
A Dunajcsik Mátyás Lehetőség egy magyar irodalmi díj, amit a Libri Kiadó igazgatói, Sárközy Bence és Halmos Ádám alapítottak 2015-ben Dunajcsik Mátyás, a Libri egykori szépirodalmi főszerkesztője munkájának elismeréseként. A díjat minden évben egy olyan fiatal, pályakezdő alkotó kapja, akinek a könyvét a Libri az egykori főszerkesztő ajánlására adja ki. A díjazott személyét minden év február 23-án, Mátyás-napon hozzák nyilvánosságra.

## A díjazottak
| Év   | Szerző        | Cím                 | Műfaj  |
| 2015 | Dékány Dávid  | Darwin Motel        | versek |
| 2016 | Sepsi László  | Pinky               | regény |
| 2017 | Horváth Benji | A Dicsőséges Európa | versek |